# La mort a pondu un œuf
Pour plus de détails, voir Fiche technique et Distribution.
La mort a pondu un œuf (La morte ha fatto l'uovo) est un giallo franco-italien coécrit et réalisé par Giulio Questi, sorti en 1968.

## Synopsis
Marco occupe le poste de cadre supérieur au sein d'une entreprise que possède son épouse Anna. Il s'agit d'une ferme industrielle expérimentale, dotée d'un laboratoire, spécialisé dans l'élevage de poulets en batterie. Mais le couple bat de l'aile, ils ne se supportent plus. D'autant plus que Marco, castré et complexé par sa femme, lui cache ses pulsions meurtrières. Il entraine des prostituées dans une chambre d'hôtel pour les tuer.
Quant à Anna, elle tient les rênes de la société et gère la bourse de leur business. Marié mais sans enfants, le couple vit avec Gabrielle, la jeune cousine orpheline qui est leur héritière directe, et avec qui Marco entretient une liaison.
Un jour, alors qu'il assassine une femme de petite vertu, Marco est surpris par un témoin qui cependant n'intervient pas et n'appelle pas la police. Dans le même temps se prépare une opération de marketing en rapport avec les dernières évolutions technologiques de la ferme. Au cours d'une séance photo près des machines, Anna manque d'être écrasée par un outil qui tombe à côté de son visage. Le lendemain, Marco est convoqué par son supérieur hiérarchique qui doit lui présenter la personne avec qui il devra collaborer pour la nouvelle campagne publicitaire. Le directeur de marketing en question, Mondaini, n'est d'autre que le témoin silencieux du meurtre de la prostituée. C'est également l'amant de Gabrielle, la maîtresse de Marco, et cette dernière est bien déterminée à récupérer son héritage plus tôt que prévu...
Si Marco et Gabrielle ambitionnaient dans un premier temps de tuer Anna avant de s'enfuir ensemble, la jeune fille préfère s'allier à Mondaini pour abattre le couple afin de récupérer son argent.

## Fiche technique
Sauf indication contraire, les informations mentionnées dans cette section peuvent être confirmées par la base de données cinématographiques IMDb,  présente dans la section « Liens externes ».
- Titre original : La morte ha fatto l'uovo
- Titre français : La mort a pondu un œuf
- Réalisation : Giulio Questi
- Scénario : Franco Arcalli et Giulio Questi
- Montage : Franco Arcalli
- Musique : Bruno Maderna
- Photographie : Dario Di Palma
- Société de production : Cine Azimut, Les Films Corona et Summa Cinematografica
- Pays de production :  Italie et  France
- Langue de tournage : italien
- Format : couleur
- Genre : giallo
- Durée : 86 minutes
- Dates de sortie :
  - Italie : 9 janvier 1968
  - France : 26 novembre 1969

## Distribution
- Jean-Louis Trintignant : Marco
- Gina Lollobrigida : Anna
- Ewa Aulin : Gabri
- Jean Sobieski : Mondaini
- Margherita Horowitz : la secrétaire de Marco
- Giulio Donnini : le directeur de l'hôtel
- Biagio Pelligra : le chimiste

## Critique
Un film qui mérite d'être revu:
« Compelling, but occasionally infuriating, Questi's incredible film demands repeated viewings and a major article to do it justice. The stunning opening sequence is, in itself, a masterly creation. It's a rapidly edited montage of images which contrasts the mundane acts of everyday life with a briefly glimpsed 'sex murder' (later revealed to be something quite different, but equally perverse). The influence of nouvelle-vague French director Jean-Luc Godard is obvious, particularly during a brief, sharply edited flashback which shows Gabrielle's parents killed in a Weekend-like road accident, and there are also nods to Bunuel (scenes in which bourgeois guests at a party attempt to redefine themselves). The revolting headless and wingless ‘chickens’ add a touch of pointed horror to the film, similar to the effect of the gruesome half-man, half-pig in Lindsay Anderson’s O Lucky Man. By highlighting the vileness of factory farming, the film also proved to be ahead of its time. Bruno Maderna's cacophonous score is in tune with the extraordinary visuals; unfortunately it becomes intrusive after a while. »
« Captivant, mais parfois exaspérant, l'incroyable film de Questi exige des visionnages répétés et un article plus important pour lui rendre justice. La superbe séquence d'ouverture est, en soi, une création magistrale. C'est un montage d'images rapidement édité qui met en contraste les actes banals de la vie quotidienne avec un « meurtre sexuel » brièvement entrevu (plus tard révélé être quelque chose de tout à fait différent, mais tout aussi pervers). L'influence du réalisateur français de la nouvelle vague Jean-Luc Godard est évidente, en particulier lors d'un bref flash-back très bien monté qui montre les parents de Gabrielle tués dans un accident de la route de type Week-end, et il y a aussi des clins d'œil à Buñuel (scènes dans lesquelles des invités bourgeois à une fête essaient de se redéfinir). Les « poulets » sans tête et sans ailes révoltants ajoutent une touche d'horreur au film, similaire à l'effet de l'horrible mi-homme, mi-cochon dans Le Meilleur des mondes possible de Lindsay Anderson. En mettant en lumière la dureté de l'élevage industriel, le film s'est également révélé en avance sur son temps. La partition cacophonique de Bruno Maderna est en phase avec les visuels extraordinaires ; malheureusement ça devient intrusif au bout d'un moment. »